# Ronnie Brunswijkstadion
Ronnie Brunswijkstadion - to stadion piłkarski w Surinamie w mieście Moengo. Rozgrywają się na nim mecze drużyny Inter Moengotapoe. Stadion mieści 3000 osób, a jego właścicielem jest surinamski polityk i piłkarz Ronnie Brunswijk.